# 복륙도기
복륙도기(復陸屠耆, ? ~ ?)는 전한의 제후로, 복륙지의 손자이다.

## 행적
아버지 복륙언의 뒤를 이어 두후(杜侯)에 봉해졌다.

## 출전
- 반고, 《한서》 권17 경무소선원성공신표

| 선대 아버지 복륙언 | 전한의 두후 ? ~ ? | 후대 아들 복륙선평 |